# (35410) 1997 YC15
1997 YC15 (asteroide 35410) é um asteroide da cintura principal. Possui uma excentricidade de 0.13687390 e uma inclinação de 0.89943º.
Este asteroide foi descoberto no dia 28 de dezembro de 1997 por Spacewatch em Kitt Peak.